# Olympische Jugend-Sommerspiele 2014/Teilnehmer (Malta)
| Gelbes Symbol für Goldmedaillen mit stilisierten Olympischen Ringen | Graues Symbol für Silbermedaillen mit stilisierten Olympischen Ringen | Braundes Symbol für Bronzemedaillen mit stilisierten Olympischen Ringen |
| ------------------------------------------------------------------- | --------------------------------------------------------------------- | ----------------------------------------------------------------------- |
| —                                                                   | —                                                                     | —                                                                       |

Die Jugend-Olympiamannschaft von Malta für die II. Olympischen Jugend-Sommerspiele vom 16. bis 28. August 2014 in Nanjing (Volksrepublik China) bestand aus vier Athleten. Sie konnten keine Medaillen gewinnen.

## Athleten nach Sportarten

### Gewichtheben
Mädchen
- Nicole Gatt

### Judo
Jungen
- Francesco Aufieri

### Schwimmen
Jungen
- Raoul Stafrace
- Julian Harding